# Casper Andreas
Casper Andreas (28 de septiembre de 1972) es un actor, director de cine, guionista y productor de cine sueco radicado en New York City.

## Carrera
Andreas nació en Suecia. Hizo su debut en largometrajes como director con la comedia romántica Slutty Summer (2004). Desde entonces, ha dirigido numerosas películas galardonadas, incluyendo A Four Letter Word (2007), Between Love and Goodbye (2008), The Big Gay Musical (2009) y Violet Tendencies (2010). Su película más reciente Going Down in LA-LA Land apareció en varios festivales de cine en 2011. Variety sugirió que Andreas "muestra signos de talento en maduración" con esta película y calificó su actuación como "peligrosamente sexy".
Andreas ha trabajado con talentos como Mindy Cohn, Alec Mapa, Bruce Vilanch y Marcus Patrick. Es el jefe de Embrem Entertainment.

### Going Down in LA-LA Land
Basada en la obra literaria de Andy Zeffer, Casper Andreas dirigió la película Going Down in LA-LA Land en 2011. La película sigue a un actor en apuros, Adam, mientras se muda a Hollywood e intenta entrar en la industria del cine. Con el impulso de su amigo Nick, Adam toma un papel frente a la cámara y se convierte en un éxito instantáneo... en la pornografía gay.
"Es la Pretty Woman gay," afirma Andreas, "No pretendía glamorizar la industria del porno de ninguna manera, pero necesitaba mostrar cómo (Adam) se deja seducir por ella. Adam pierde el control."

### Kiss Me, Kill Me
En octubre de 2014, Casper Andreas junto con el guionista/productor David Michael Barrett lanzaron una campaña de financiamiento para un nuevo proyecto cinematográfico titulado Kiss Me, Kill Me.

## Filmografía
| Año  | Título                                 | Rol                                 | Notas                                                          |
| ---- | -------------------------------------- | ----------------------------------- | -------------------------------------------------------------- |
| 1996 | Close Up                               | Policía                             | actor                                                          |
| 1997 | Colin Fitz Lives!                      | Mats                                | actor                                                          |
| 1998 | Celebrity                              | Estilista de Nicole (no acreditado) | actor                                                          |
| 1999 | Serpent's Breath                       | Jack                                | actor                                                          |
| 2000 | Citizen James                          | Brandon                             | actor                                                          |
| 2001 | Hunger                                 | Tijeras                             | actor                                                          |
| 2003 | Marci X                                | Peluquero (no acreditado)           | actor                                                          |
| 2004 | Marmalade                              | Helmut                              | actor                                                          |
| 2005 | Hitch                                  | Sebastián (no acreditado)           | actor                                                          |
| 2006 | Little Children                        | 2.º Policía en la piscina           | actor                                                          |
| 2004 | Slutty Summer                          | Markus                              | director; guionista; actor                                     |
| 2005 | Mormor's Visit                         |                                     | director; guionista; cortometraje, 16 minutos                  |
| 2007 | A Four Letter Word                     |                                     | director; guionista                                            |
| 2008 | Between Love & Goodbye                 |                                     | director; guionista                                            |
| 2009 | Saying Goodbye                         |                                     | director; guionista; cortometraje, 11 minutos                  |
| 2009 | The Big Gay Musical                    | Acomodador                          | director; actor                                                |
| 2010 | Violet Tendencies                      | Markus                              | director; actor                                                |
| 2011 | Going Down in LA-LA Land               | Nick                                | director; guionista; actor; basado en la novela de Andy Zeffer |
| 2011 | Contracts (Everything's Gonna Be Pink) | Johan                               | actor                                                          |
| 2012 | Welcome to New York                    | Christopher                         | actor; cortometraje, 30 minutos                                |
| 2013 | Ett Sista Farväl (A Last Farewell)     |                                     | director; guionista; cortometraje en sueco, 13 minutos         |
| 2015 | The Adderall Diaries                   | Nate Sweetzer                       | actor                                                          |
| 2015 | Kiss Me, Kill Me                       | Dr. Winters                         | director; actor                                                |
| 2016 | Flatbush Luck                          | Sebastien                           | director; guionista; actor                                     |
| 2016 | I Dream Too Much                       | Fotógrafo                           | actor                                                          |
| 2016 | Killing Joan                           | Anson                               | actor                                                          |
| 2018 | Wild Nights with Emily                 | Joseph Lyman                        | productor; actor                                               |